# Levan Piccolo
Levan Piccolo o scoglio Levano (in croato Levanić) è uno scoglio disabitato della Croazia, situato all'estremità meridionale dell'Istria, a sudest di Pola.
Amministrativamente appartiene al comune di Lisignano, nella regione istriana.

## Geografia
Levan Piccolo si trova nella parte orientale del golfo di Medolino, circa 2,1 km a sudovest di capo Merlera (rt Marlera). Nel punto più ravvicinato dista 1,125 km dalla terraferma e 515 m dall'isolotto di Levan Grande.
Levan Piccolo è uno scoglio di forma ovale, orientato in direzione nordest-sudovest, che misura 125 m di lunghezza e 75 m di larghezza massima. Ha una superficie di 0,0062 km² e uno sviluppo costiero di 0,319 km. Al centro, raggiunge un'elevazione massima di 3 m s.l.m.

### Isole adiacenti
- Levan Grande (Levan), isolotto poco a nord di Levan Piccolo.
- Cielo (Ceja), l'isolotto maggiore nel golfo di Medolino, a sudovest di Levan Piccolo.
- Scoglio Santa Marina (Bodulaš), isolotto a sudovest di Levan Piccolo, al centro del golfo.
- Scoglio Sorzer (Šekovac), scoglio ovale a sudovest di Cielo.
- Scoglio Trombolo (Trumbuja), isolotto a nordest di Cielo.
- Fenera (Fenera), altro isolotto a sudovest di Levan Piccolo.

### Cartografia
- (HR) Mappa topografica della Croazia 1:25000, su preglednik.arkod.hr.